# Maurice Boin
Pour les articles homonymes, voir Boin.
Maurice Boin, né à Bourges dans le Cher le 24 mai 1889, où il est mort le 30 août 1941, est un syndicaliste français. En 1924, il est élu au Comité directeur du Parti communiste (PC). Il meurt en 1941. En 1929, il avait été exclu du PC. 

## Biographie
- 1909-1910 : il collabore à un journal anarchiste.
- 1911 : il effectue son service militaire au bataillon de Joinville.
- 1914 : il est mobilisé à Autun.
- 1916 ou 1917 : il est fait prisonnier.
- 1918 : il obtient le grade de capitaine.
- 1919 : l'armée lui propose le grade de commandant pour partir combattre en Russie. Mais, il reprend ses fonctions d'instituteur.
- 1920 : au congrès départemental du Cher de la SFIO, parti qu'il a rejoint depuis peu, il présente une motion pour l'adhésion sans réserve à la IIIe Internationale.
- 1923 : il est radié des cadres de l'enseignement pour avoir, déplacé d'office, refusé de rejoindre son nouveau poste.
- 1924 : le congrès de Lyon du PC l'élit au Comité directeur. En juillet, le Bureau politique (BP) du PC supprime son poste de délégué à la propagande "pour raisons financières".
- 1925 : lors des élections municipales à Bourges, il conduit la liste du Bloc ouvrier et paysan.
- 1926 : le BP envisage de le faire venir à Paris un mois puis de l'envoyer dans le Nord comme administrateur de la presse communiste.
- 1927 : il est condamné par le tribunal correctionnel de Bourges à trois mois de prison avec sursis et à 500 F d'amendes pour, notamment, provocation de militaires à la désobéissance". En mars, lors d'une réunion du rayon de Bourges, il évoque le désaccord qui existe en Russie parmi les dirigeants communistes. En juillet, il déclare que la Russie ne pourra édifier le socialisme que si les peuples suivent l'exemple de la Chine".
- 1928 : son éventuelle candidature aux élections législatives soulève des querelles au sein du PC dans le Cher. Pour certains adhérents, Boin est "arriviste" et "anticommuniste". En février, lors de la conférence fédérale, il s'affronte avec Cornavin, député sortant. Finalement, Boin est désigné comme candidat. La liste communiste passe de 24,7 % en 1924 à 26,2 %. Mais, Boin n'est pas élu lors du second tour. La conférence fédérale qui suit lui reproche, notamment, des "fautes graves". Fin juillet, Boin informe le procureur de la République de Bourges qu'il cesse de gérer l'Emancipateur. En décembre, il refuse de se rendre devant la Commission centrale de contrôle politique du PC.
- 1929 : l'Emancipateur annonce son exclusion. Lui, publie Pourquoi et comment j'ai été exclu du Parti communiste. Pour les élections municipales, Boin décide de se présenter sous l'étiquette "communiste indépendant". Il est élu. En octobre, candidat aux élections sénatoriales, il obtient, au premier tour autant de voix que la liste communiste.
- 1931: selon l'Emancipateur, la section SFIO de Romorantin propose à Boin de rejoindre la SFIO. En septembre, le Réveil socialiste du Cher publie un article de Boin, intitulé : "Pourquoi j'ai adhéré au PS".
- 1932 : Boin est muté à la section de Vierzon de la SFIO.
- 1933 : la Fédération SFIO du Cher exclut le néo-socialiste Laudier. Boin le suit.
- 1935 : Boin est réélu conseiller municipal sur une liste d'Union républicaine et socialiste, conduite par Laudier.
- 1936 : lors des élections législatives, Boin est candidat de l'Union républicaine et socialiste dans la première circonscription de Bourges. Il obtient 5,3 % des voix des électeurs inscrits.